# Cocorico (magazine)
Pour les articles homonymes, voir Cocorico.
Cocorico est un magazine bimensuel français fondé et dirigé par Paul Boutigny de décembre 1898 à mai 1902.

## Histoire du support
Le peintre Paul Boutigny, admirateur et ami d'Alphonse Mucha, décide de mettre sur le marché à la fin de l'année 1898 le « journal humoristique le plus artistique et littéraire » qui prend la « défense de l'Art nouveau » sous une forme « luxueuse mais à un prix abordable ». Tels sont les mots publiés dans la profession de foi du premier numéro qui sort des presses le 31 décembre à Paris. 
Au regard de l'histoire des magazines, Cocorico se distingue des autres supports alors en vente en France : si L'Illustration et la Revue illustrée, via la famille Baschet, dominent en partie le secteur, ils sont peu nombreux à proposer résolument sous une forme accessible une vitrine du modernisme artistique, lequel déferle tout de même sur toute l'Europe depuis une dizaine d'années. Cocorico n'offre pas seulement un échantillon d'images originales signées d'artistes alors émergents, on trouve aussi des textes en prose ou des poèmes signés par des auteurs comme Alphonse Allais, Tristan Bernard, Ferdinand Bloch, Paul Bourget, Georges Courteline, Hugues Delorme, Maurice Donnay, Vincent Hyspa, Jules Renard, ou encore Henri de Régnier ou Willy. Le ton est à la fois littéraire et humoristique, voire satirique et politique à travers des caricatures quand l'actualité l'impose. L'affiche promotionnelle est exécutée par Steinlen.
Techniquement, les couvertures sont des chromolithographies de bonne qualité et l'intérieur est dans un premier temps tiré en noir et blanc. Peu à peu, le magazine qui offre d'abord 8 pages, passe à 12 pages voire 14 quand la publicité est abondante. La bichromie fait son apparition à partir de mars 1899 sur 2 à 4 pages, puis ce petit cahier passe en couleurs à compter de janvier 1900. Boutigny travaille avec l’imprimerie Champenois que fréquentent certains des meilleurs affichistes lithographes.
L'appel aux abonnés se fait de façon très insistante : pour 7 francs par an, Boutigny promet 24 numéros assortis de diverses primes qui vont de l'estampe aux cartes postales artistiques signées Mucha, en passant par des objets proposés à des prix défiant toute concurrence, tels un appareil photographique pour une majoration d'un franc de l'abonnement, un petit phonographe ou un « vase modern style », le tout mis à disposition au siège de Cocorico, situé 9 rue Say. Une formule « marketing » qui avait déjà été mise en pratique par de nombreuses revues artistiques (comme L'Estampe moderne) et qui continue de nos jours encore d'être utilisée par les magazines. 
En novembre 1901, Louis Geisler devient l'administrateur du journal : cet inventeur et industriel dirigeait entre autres les papeteries des Châtelles où, sans doute après avoir négocié un partenariat avec Boutigny, il décide d'imprimer Cocorico suivant son procédé dérivé de la « phototypie », la trichromophotogravure. Les procédés de reproductions photographiques commencent à cette époque à se multiplier dans la presse et concurrencent la gravure mécanique de type traditionnel, mais à un coût de revient qui grève sensiblement l'économie de certains supports : vendu 30 centimes pendant ses trois premières années, Cocorico passe à 50 centimes en novembre 1901. 
Le magazine disparaît le 1er mai 1902, après avoir publié 63 numéros et duré moins de quatre années.

## Artistes ayant illustré la couverture

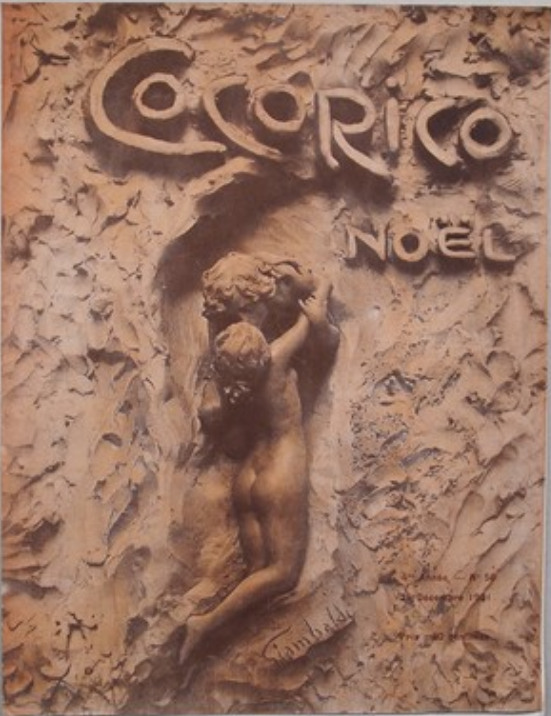
Couverture de Cocorico, noël 1901, modelage par Francesco Giambaldi.

Les artistes ayant collaboré à Cocorico sont fort nombreux, leur présence va du hors-texte en couleurs au simple « strip » légendé. Le principal « acteur » étant Mucha qui, à lui seul, couvre plusieurs numéros (dont l'avant-dernier) et qui signe la vignette de la page d'ouverture. Chaque une est différente, les artistes convoqués (certains ne restent à ce jour que partiellement connus) s'amusant à revisiter le titre selon un jeu typographique assez novateur, sans doute inspiré de la revue allemande Jugend ; la plupart des vignettes sont exécutées par Cossard et Popineau. Signalons la couverture du numéro 42 imprimée façon kraft, qui montre une gravure sur bois signée Mucha mais exécutée par Léon Ruffe ; également celles des numéros du 15 avril et 15 mai 1901 intitulées « Les artistes critiqués par eux-mêmes » et qui mettent en revue le salon de la Société des beaux-arts et celui des Artistes français ; ou bien encore celles de ce « mystérieux peintre londonien », Arthur Michaël...   
- Georges Auriol
- Eugène Béjot
- Antoine Calbet
- Jules Chéret
- Adolphe Cossard
- Döes
- Hector Dumas
- Georges de Feure
- Joseph Faverot
- Nils Forsberg « fils » (1870-1961)
- Francesco Giambaldi
- Xavier Gosé
- Jules Grün
- Paul Helleu
- Emil-Benediktoff Hirschfeld
- Jeanniot
- Jossot
- Giorgio Kienerk
- Kupka
- Charles Léandre
- Arthur Michaël
- Victor Mignot
- Alfredo Müller
- Jean de Paleologu [PAL]
- Louis Popineau[5]
- Henri Rivière
- Manuel Robbe
- Auguste Roubille
- Georges Scott
- Isidore Simonet [?][6]
- Steinlen
- Jacques Villon
- Jacques Wély
- David Widhopff
- Adolphe Léon Willette